# Онохин, Сергей Михайлович
Серге́й Миха́йлович Оно́хин (20 апреля [3 мая] 1909, д. Шера, Вологодская губерния — 10 декабря 1975, Дятьково, Брянская область) — врач-хирург, заведующий отделением Дятьковской центральной районной больницы (Брянская область), Герой Социалистического Труда.

## Биография
Родился в 1909 году в д. Шера (ныне — в Сокольском районе Вологодской области). В детстве перенес тяжёлое заболевание правой ноги, остался инвалидом на всю жизнь.
В 1931 году окончил 1-й Ленинградский медицинский институт, по распределению был направлен в Брянскую область. Работал в Дятьковском районе заведующим заводским здравпунктом в посёлке Старь, затем — главным врачом Ивотской участковой больницы. В 1937 году за успехи в работе был направлен на повышение на должность врача-хирурга Дятьковской районной больницы. На этом посту его застала Великая Отечественная война. По решению райисполкома оставался в Дятькове (из-за болезней ног не был отправлен на фронт), работал врачом в прифронтовом госпитале.
В октябре 1941 года, когда район был оккупирован противником, добровольно вступил в партизанский отряд. В феврале 1942 года, когда партизаны выбили из Дятькова противников, организовал госпиталь, который успешно работал четыре месяца. В дальнейшем оставался главным хирургом и одновременно начальником медицинской части Бытошской партизанской бригады. В тылу врага, в сложных условиях, не имя инструментов и медикаментов, он провёл сотни сложных операций, возвращая бойцов в строй. Неоднократно принимал участие в боевых операциях, выносил с поля боя раненых, проявил исключительное мужество и отвагу. Из местных жителей и партизан подготовил более 100 человек обслуживающего медицинского персонала.
С сентября 1943 года, после изгнания немецко-вражеских захватчиков, стал работать главным врачом Дятьковской районной больницы. Уже 20 сентября больница приняла первых больных. В 1944 году вступил в ВКП(б). Дальнейшая его деятельность была направлена на восстановление системы здравоохранения Дятьковского района. К началу 50-х годов практически все лечебные учреждения были восстановлены.
Все годы работал как хирург, к середине 1960-х годов лично провел свыше 5 тысяч сложных хирургических операций, как правило, с положительным исходом. Уделял особое внимание подготовке молодых кадров. Длительное время возглавлял научное общество врачей района.
Указом Президиума Верховного Совета СССР от 4 февраля 1969 года за большие заслуги в области охраны здоровья советского человека Онохину Сергею Михайловичу присвоено звание Героя Социалистического Труда с вручением ордена Ленина и золотой медали «Серп и Молот».
После выхода на пенсию работал заведующим хирургическим отделением.
Избирался депутатом Дятьковского районного и Брянского областного Советов народных депутатов.
Жил в городе Дятьково. Скончался в 1975 году.
Награждён орденами Ленина, Красной Звезды, двумя орденами «Знак Почёта», медалями. Заслуженный врач РСФСР.
Его именем названа улица в Дятькове. На здании районной больницы установлена мемориальная доска.